# مرسيدس-بنز الفئة إيه
مرسيدس-بنز الفئة A هي سيارة صغيرة الحجم تصنع بواسطة مرسيدس-بنز، وتم تسويقها عبر أربعة أجيال كسيارة ذات محرك أمامي ودفع أمامي، تتسع لخمس ركاب وتحتوي على خمسة أبواب هاتشباك، مع توفر نسخة ثلاثية الأبواب في الجيل الثاني.
تم تقديم الجيل الأول من الفئة A، الذي كان يحمل الرمز W168 في عام 1997، بينما تم تقديم الجيل الثاني (W169) في أواخر عام 2004، والجيل الثالث (W176) في عام 2012، أما الجيل الرابع (W177) الذي تم إطلاقه في عام 2018، فقد كان أول جيل يتم تقديمه في الولايات المتحدة وكندا. يذكر أن الجيل الرابع من الفئة A كان الأول الذي يتم تقديمه كسيارة هاتشباك (W177) وكذلك كسيارة سيدان (V177).
تم تصميم الفئة A بواسطة ستيف ماتين [الإنجليزية] وعرضت في معرض فرانكفورت الدولي للسيارات في عام 1997، وقد جذبت الأنظار بسبب حجمها القصير والضيق، وارتفاعها العام، بالإضافة إلى المساحة الداخلية ومستوى التجهيزات الذي كان ينافس السيارات الأكبر حجماً. مع مرور الأجيال، أصبحت الفئة A أطول وأعرض مع تقليص ارتفاعها.
حتى عام 2021؛ صُنعت حوالي 3.3 مليون نسخة من الفئة A.

## معرض صور

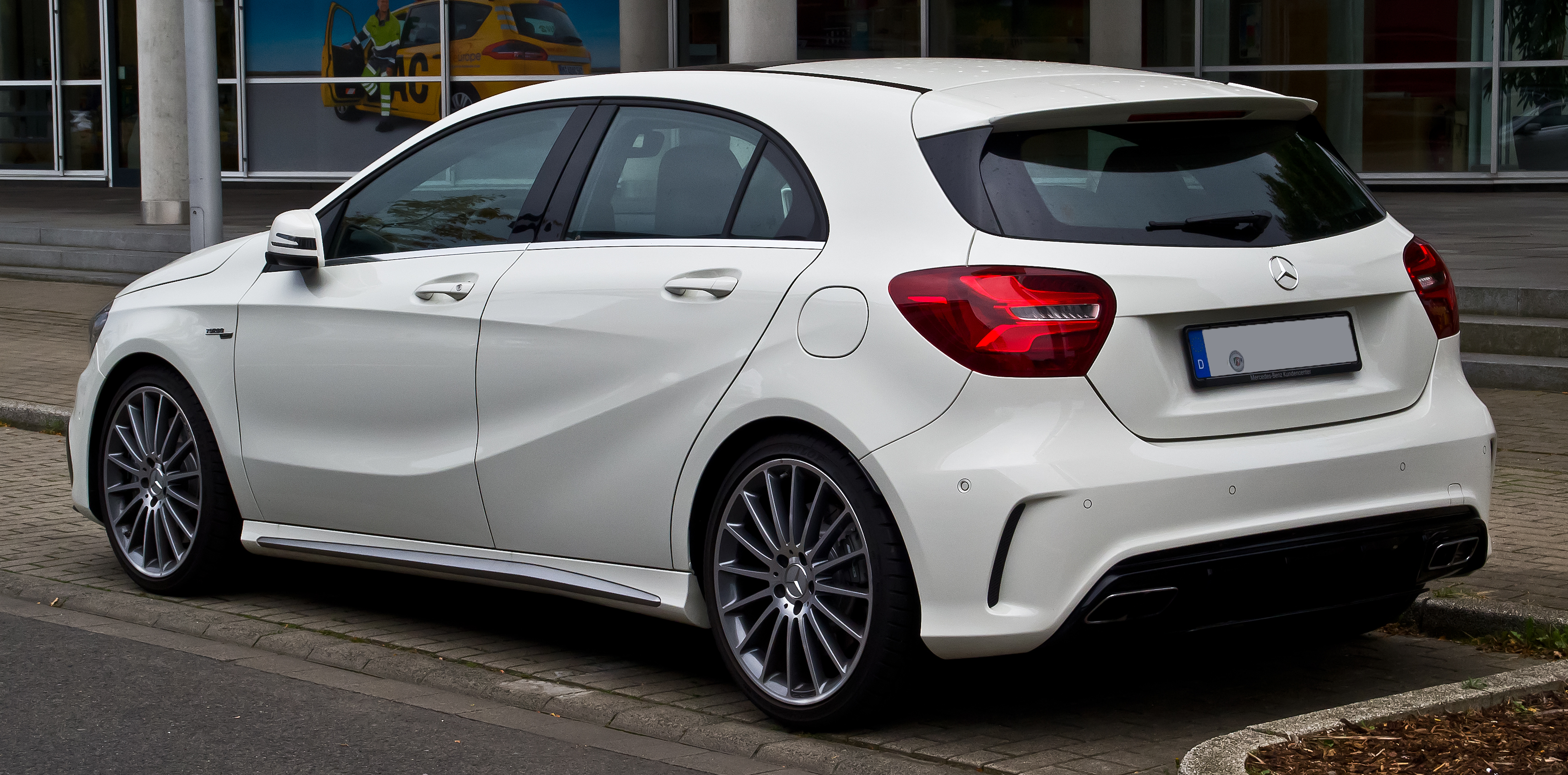
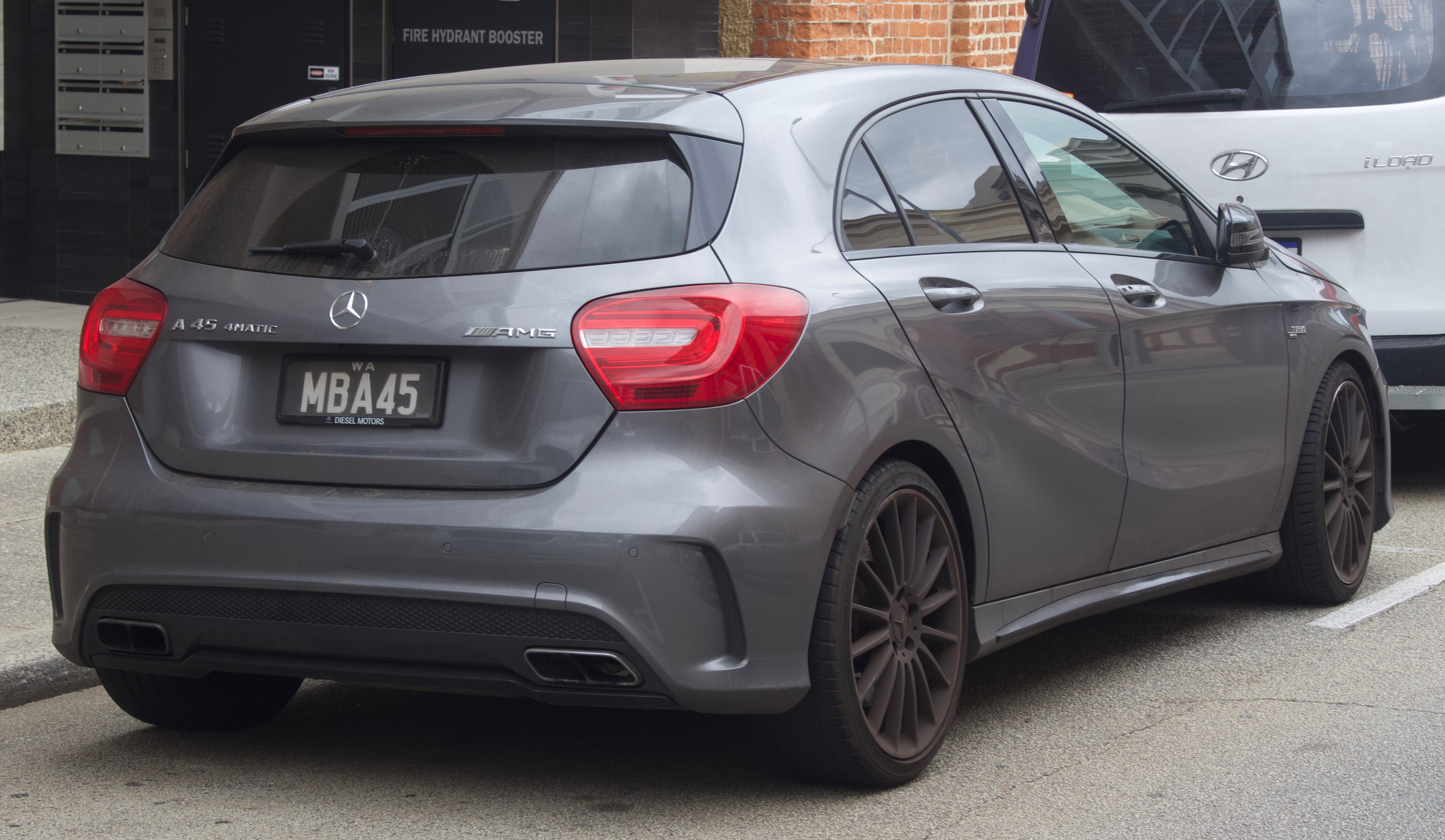
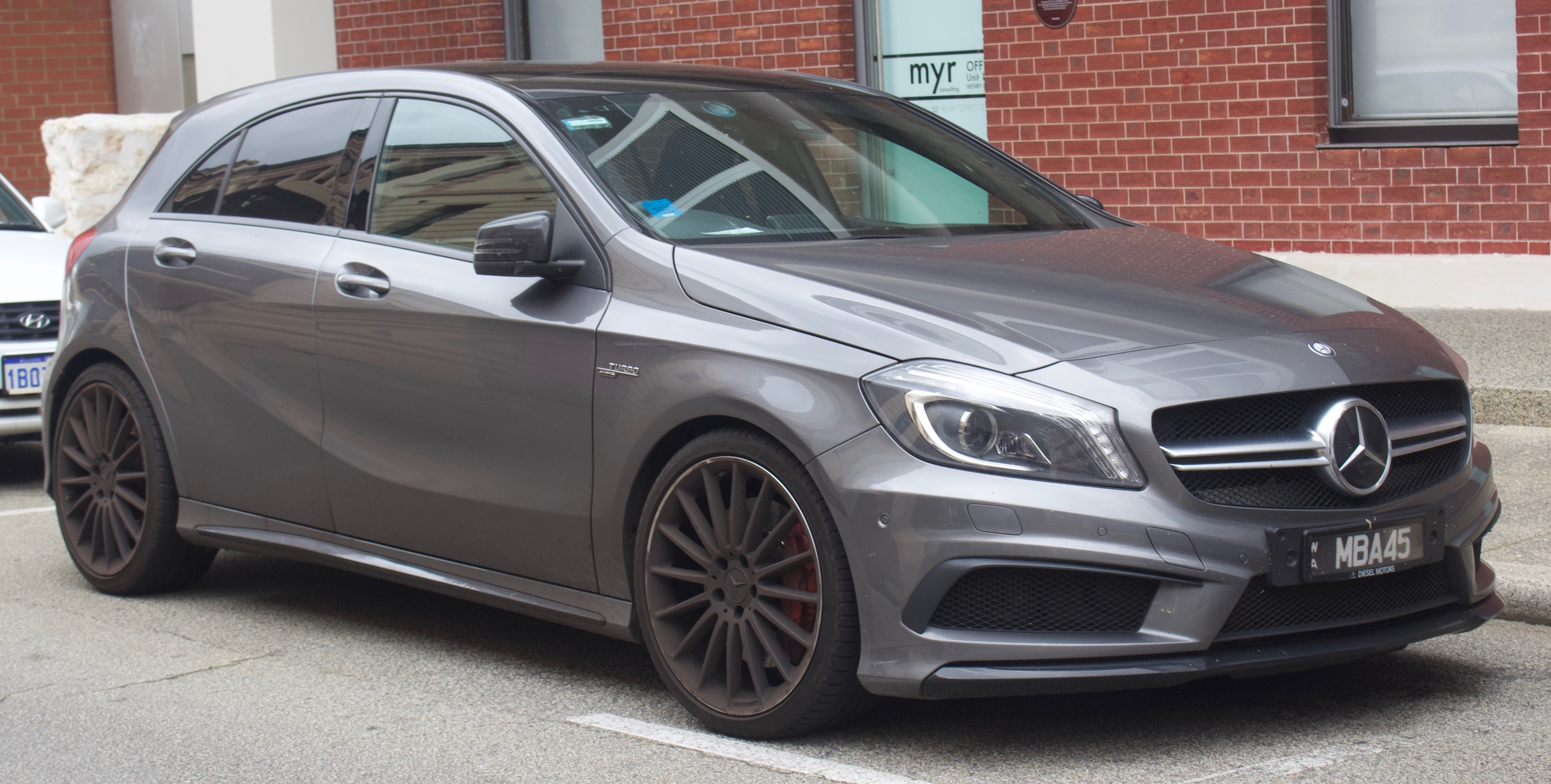
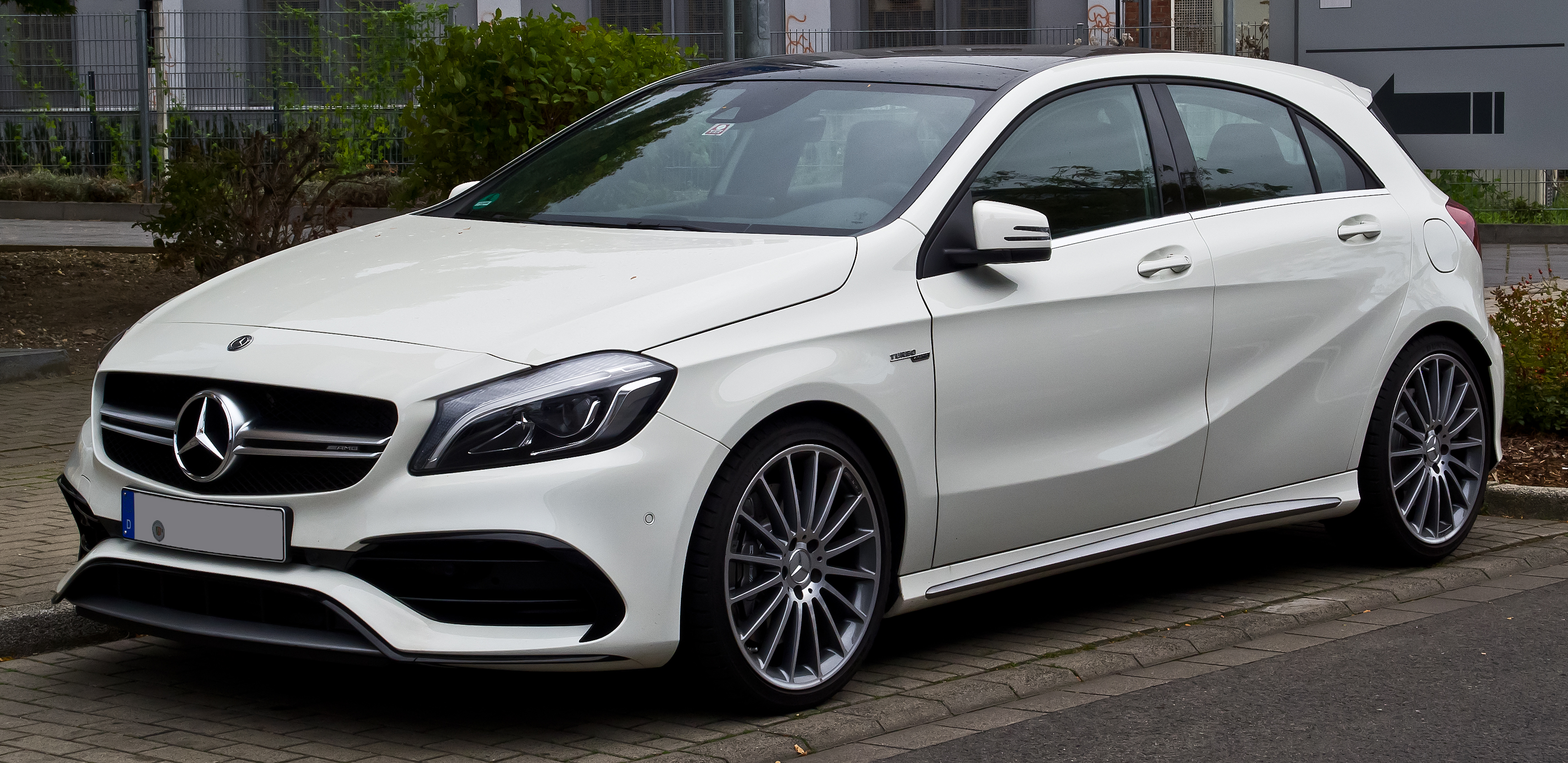